# 생명축산연구협회
생명축산연구협회는 조류 및 가금류에서 발생하는 조류 인플루엔자, 돼지에서 발생하는 PMWS(이유후 전신소모성 증후군) 등의 근본원인을 찾아내어 축산물 질병예방 및 품질개선과 축산기술 연구개발 보급 목적으로 2008년 6월 12일 설립된 대한민국 농림수산식품부 소관의 사단법인이다. 사무실은 서울특별시 강동구 길동 366-4 보광빌딩 302호에 있다.

## 주요 사업
- 축산물 질병예방 및 품질개선 사업
- 무항생제 축산기술 연구개발, 교육사업
- 무항생제 축산기술 전문가의 발굴/육성 및 객관성을 띤 과학적 데이터에 의한 인증사업
- 관련 기술을 다루는 국내외 단체와 연계하여 교류 협력사업
- 관련 기술에 관한 도서 및 간행물 발간
- 관련 기술 분야 사업모델 연구/육성
- 기타 목적달성에 필요한 부대사업